# Collegio di Stone
Stone è stato un collegio elettorale inglese situato nello Staffordshire, nelle Midlands Occidentali, rappresentato alla Camera dei comuni del Parlamento del Regno Unito. Eleggeva un membro del parlamento con il sistema first-past-the-post, ossia maggioritario a turno unico; il collegio è stato abolito in occasione della revisione periodica del 2024.

## Estensione
Stone è uno dei primi dieci collegi per estensione in Inghilterra; copre l'area da madeley a nord fino al limite occidentale di Newcastle-under-Lyme, poi verso sul fino ai limiti di Market Drayton e Newport. Il confine corre a nord lungo il margine occidentale di Stafford, corre lungo Abbots Bromley e continua verso ovest fino a Uttoxeter, nel collegio di Burton. Si estende poi verso est tra Burton e fino a Cheadle e a sud fino a Stoke-on-Trent. Attualmente nel collegio si trovano le città di Eccleshall, Cheadle e Stone.
- 1918-1950: il distretto urbano di Stone e i distretti rurali di Blore Heath, Cheadle, Mayfield, Newcastle-under-Lyme e Stone.
- 1997-2010: i ward del borgo di Stafford di Barlaston, Chartley, Church Eaton, Eccleshall, Fulford, Gnosall, Milwich, Oulton, St Michael's, Stonefield and Christchurch, Swynnerton, Walton e Woodseaves, i ward del distretto di Staffordshire Moorlands di Alton, Cheadle North East, Cheadle South East, Cheadle West, Checkley, Forsbrook e Kingsley, e i ward del Borough di Newcastle-under-Lyme di Loggerheads, Madeley e Whitmore.
- 2010-2024: i ward del borgo di Stafford di Barlaston and Oulton, Chartley, Church Eaton, Eccleshall, Fulford, Gnosall and Woodseaves, Milwich, St Michael’s, Stonefield and Christchurch, Swynnerton e Walton, i ward del distretto di Staffordshire Moorlands di Cheadle North East, Cheadle South East, Cheadle West, Checkley e Forsbrook, e i ward del Borough di Newcastle-under-Lyme di Loggerheads and Whitmore e Madeley.

## Membri del parlamento
| Elezione | Elezione    | Deputato              | Partito               |
| -------- | ----------- | --------------------- | --------------------- |
|          | 1918        | Smith Child           | Conservatore          |
| 1922     | Joseph Lamb |                       | Conservatore          |
| 1945     | Hugh Fraser |                       | Conservatore          |
|          | 1950        | Collegio abolito      | Collegio abolito      |
|          | 1997        | Collegio ri-istituito | Collegio ri-istituito |
|          | 1997        | Bill Cash             | Conservatore          |
|          | 2024        | Collegio abolito      | Collegio abolito      |

## Elezioni

### Elezioni negli anni 2000
| Partito                    | Partito                                   | Candidato                  | Risultati 5 maggio 2005 | Risultati 5 maggio 2005 |
| Partito                    | Partito                                   | Candidato                  | Voti                    | %                       |
| -------------------------- | ----------------------------------------- | -------------------------- | ----------------------- | ----------------------- |
|                            | Conservatore                              | Bill Cash                  | 22 733                  | 48,33                   |
|                            | Laburista                                 | Mark Davis                 | 13 644                  | 29,01                   |
|                            | Lib Dem                                   | Richard Stevens            | 9 111                   | 19,37                   |
|                            | UKIP                                      | Mike Nattrass              | 1 548                   | 3,29                    |
|                            |                                           |                            |                         |                         |
| Iscritti                   | Iscritti                                  | Iscritti                   | 70 307                  | 100,00                  |
| ↳ Votanti (% su iscritti)  | ↳ Votanti (% su iscritti)                 | ↳ Votanti (% su iscritti)  | 47 036                  | 66,90                   |
| ↳ Astenuti (% su iscritti) | ↳ Astenuti (% su iscritti)                | ↳ Astenuti (% su iscritti) | 23 271                  | 33,10                   |
|                            |                                           |                            |                         |                         |
|                            | Esito: collegio confermato a Conservatore |                            |                         |                         |

| Partito                    | Partito                                   | Candidato                  | Risultati 7 giugno 2001 | Risultati 7 giugno 2001 |
| Partito                    | Partito                                   | Candidato                  | Voti                    | %                       |
| -------------------------- | ----------------------------------------- | -------------------------- | ----------------------- | ----------------------- |
|                            | Conservatore                              | Bill Cash                  | 22 395                  | 49,07                   |
|                            | Laburista                                 | John Palfreyman            | 16 359                  | 35,84                   |
|                            | Lib Dem                                   | Brendan McKeown            | 6 888                   | 15,09                   |
|                            |                                           |                            |                         |                         |
| Iscritti                   | Iscritti                                  | Iscritti                   | 68 841                  | 100,00                  |
| ↳ Votanti (% su iscritti)  | ↳ Votanti (% su iscritti)                 | ↳ Votanti (% su iscritti)  | 45 642                  | 66,30                   |
| ↳ Astenuti (% su iscritti) | ↳ Astenuti (% su iscritti)                | ↳ Astenuti (% su iscritti) | 23 199                  | 33,70                   |
|                            |                                           |                            |                         |                         |
|                            | Esito: collegio confermato a Conservatore |                            |                         |                         |

## Risultati dei referendum

### Referendum sulla permanenza del Regno Unito nell'Unione europea del 2016
|             | Collegio | Lasciare UE % | Rimanere in UE % |
| ----------- | -------- | ------------- | ---------------- |
|             | Stone    | 58,0%         | 42,0%            |
| Inghilterra | 53,3%    | 46,7%         |                  |
| Regno Unito | 51,9%    | 48,1%         |                  |